# 74092 Xiangda
74092 Xiangda este o planetă minoră (asteroid), cu un diametru de 3,504 km, din centura de asteroizi. A fost descoperită pe 22 august 1998 la Xinglong Station⁠(d) de Beijing Schmidt CCD Asteroid Program⁠(d). 
Obiectul prezintă o orbită caracterizată de o semiaxă mare de 2,7145222224606 UAi, o excentricitate de 0,11305154427083, o înclinație de 3,6664861857273 ° în raport cu ecliptica.